# Pietro Salussoglia
Pietro Salussoglia (Biella, 14 aprile 1908 – ...) è stato un calciatore italiano, di ruolo centrocampista.

## Carriera
Cresce calcisticamente nella sua città natale, Biella. Nella stagione 1928-1929 si trasferisce in Sicilia, accasandosi al Siracusa, collezionando 125 presenze e 13 reti. Nella stagione 1935-1936 esordisce in Serie B con la maglia della Pro Vercelli. In seguito si accasa all'Imperia, per poi concludere la sua carriera dove era iniziata, ovvero alla Biellese nella stagione 1937-1938.